# Tara Shirvani

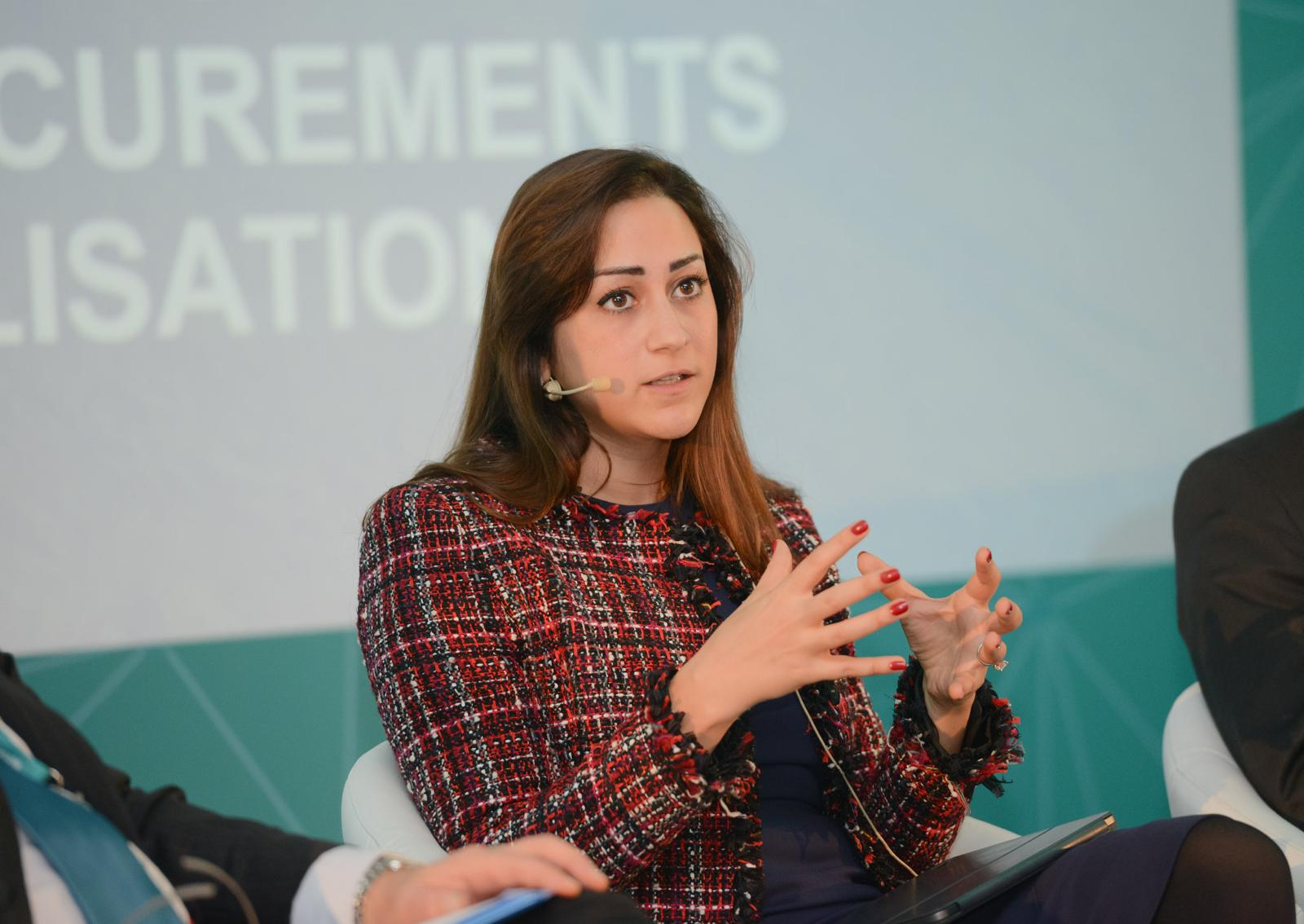
Tara Shirvani am 5G Techritory (2024)

Tara Shirvani (* 8. Oktober 1986 in Wien) ist eine österreichische Biochemikerin, Bioökonomin und Expertin für Klimafinanzierung. Ihre Forschungsschwerpunkte liegen in den Bereichen Klimawandel, Bioökonomie und Synthetischer Biologie. Sie ist Mitbegründerin der Climate Crisis Advisory Group und Affiliate Researcher an der Georgetown University. 2016 wurde sie in die Liste Forbes 30 Under 30 aufgenommen und mit dem Aviva's Women of the Future Award ausgezeichnet. Zudem wurde sie vom Weltwirtschaftsforum als Global Shaper anerkannt.

## Frühes Leben
Tara wurde in Wien mit iranischer Abstammung aus Teheran und Isfahan geboren, wuchs zwischen Österreich und Iran auf und absolvierte das Wasagasse BG9 in Wien. 2006 schloss sie ihren Bachelor of Science in International Management an der ESCP Business School ab. Anschließend erwarb sie einen Master in Engineering for Sustainable Development an der Universität Cambridge sowie einen Doktortitel in Chemie an der Universität Oxford.

## Karriere
Im Jahr 2013 trat sie der Weltbankgruppe in Washington, D.C. bei, wo sie an der Umsetzung des Africa Climate Business Plan der Weltbank mitwirkte. Diese Plattform für Klimaschutz fördert kohlenstoffarme Entwicklungen durch die Finanzierung von 176 Projekten mit einem Gesamtvolumen von 17 Milliarden US-Dollar. 2018 wechselte sie zur Europäischen Bank für Wiederaufbau und Entwicklung in London, wo sie die Beratungsarbeit im Bereich nachhaltiger Infrastruktur leitete. Später ging sie in den privaten Sektor und arbeitete für Investoren wie Autonomy Capital und EQT.
Sie war Mitautorin des Buches Energy, Transport, & the Environment: Addressing the Sustainable Mobility Paradigm, das die Möglichkeit untersucht, Biokraftstoffe als tragfähige Alternative zu fossilen Brennstoffen einzusetzen. Insbesondere wird betont, dass ihre Nachhaltigkeit davon abhängt, dass sie aus Rohstoffen gewonnen werden, die nicht in direkter Konkurrenz zur Nahrungs- oder Futtermittelproduktion stehen, wie beispielsweise Switchgrass oder Algen. Das Buch wird derzeit als Lehrbuch an der Universität in Indonesien verwendet.

## Forschung
Tara Shirvanis Forschungsschwerpunkt liegt auf Klimafinanzierung, Bioökonomie und Dekarbonisierung, mit einem besonderen Fokus auf tiefgreifende und schnelle Dekarbonisierungspfade. Ihre Arbeit zu Biokraftstoffen aus Mikroalgen untersucht eine potenzielle Alternative zu herkömmlichen, auf fossilen Brennstoffen basierenden flüssigen Transportkraftstoffen, die die Treibhausgasemissionen erheblich reduzieren kann – allerdings nur, wenn der gesamte Produktionsprozess optimiert wird. Durch Ökobilanzierung und die Entwicklung eines maßgeschneiderten Catalyst Selective Index (CSI) fand sie heraus, dass algenbasierter Biodiesel zwar das Potenzial zur Emissionsreduktion bietet, die derzeitigen Produktionsmethoden jedoch zu energieintensiv sind, um wirtschaftlich tragfähig zu sein. Um die Wirtschaftlichkeit zu verbessern, schlug sie eine effizientere Nutzung von Bei-Produkten, die Dekarbonisierung von Scope-1- und Scope-2-Emissionsquellen, die Wiederverwendung von Abwasser und CO₂ aus Abgasen sowie die gezielte Genbearbeitung des Fettgehaltes von industriellen Mikroalgen vor, um höhere Produktivitätsniveaus zu erreichen.
Im Jahr 2023 veröffentlichte sie das Buch Plastic Eaters and Turbo Trees: How to Save the Climate, Remove all the Trash from the Sea, and Master the Rest with Brilliance, das auf ihrer Forschung zur Anwendung synthetischer Biologie und deren Potenzial für Klimaschutz und Anpassung basiert. Das Buch wurde unter anderem von Ursula von der Leyen und George Church gelobt.

## Bücher
- Shirvani, Tara (2023) Plastic Eaters and Turbo Trees: How to Save the Climate, Remove all the Trash from the Sea, and Master the Rest with Brilliance. ISBN 978-3-99001-656-5.
  - deutsch: Plastikfresser und Turbobäume: wie wir das Klima retten, den Müll aus dem Meer holen und den ganzen Rest auch noch glänzend hinbekommen, edition a, Wien 2023, ISBN 978-3-99001-655-8.
- Shirvani Tara (2012). Energy, Transport, & the Environment: Addressing the Sustainable Mobility Paradigm. ISBN 978-1-4471-2716-1.